# Perfluordecyltrichlorsilan
Perfluordecyltrichlorsilan (zkráceně FDTS) je organická sloučenina používaná na přípravu samoorganizovaných vrstev. Vytváří kovalentní vazbu mezi křemíkovými atomy a atomy kyslíku v hydroxylových (-OH) skupinách u skla, keramiky a oxidu křemičitého.
Díky mnohonásobně fluorovaným alkylovým skupinám vrstvy obsahující FDTS snižují povrchovou energii. Tvorba FDTS se provádí poměrně jednoduchým postupem nazývaným chemická depozice z plynné fáze. Provádí se při teplotách kolem 50 °C a lze ji tak použít u většiny substrátů. Tento proces obvykle probíhá ve vakuové nádobě za přítomnosti par vody. Tímto způsobem upravené povrchy odpuzují vodu a omezují tření.
Z těchto důvodů se FDTS monovrstvy často používají na površích pohyblivých součástí mikroelektromechanických systémů. FDTS vrstvy snižují povrchovou energii a omezují přilepování povrchů, díky čemuž mají využití při výrobě elektroniky, například organických světelných diod.